# 蚌目
蚌目（学名：Unionida）也称河蚌目、石介目，是软体动物门双壳纲的一目，是一类种类繁多的淡水贝类，种类最多的蚌科（Unionidae）在世界海洋物种目录（WoRMS）中收录有994种。